# Pozo Alcón
Pozo Alcón è un comune spagnolo di 5 600 abitanti situato nella comunità autonoma dell'Andalusia.